# クレショフ効果
クレショフ効果（英語: Kuleshov Effect、フランス語: Effet Koulechov、ロシア語: Эффект Кулешова）は、ソビエト連邦の映画作家・映画理論家のレフ・クレショフが示した認知バイアスである。全ロシア映画大学学内で、1922年（大正11年）に実験によって示されたものである。

## 概要

### 効果
「クレショフ効果」とは、映像群がモンタージュ（編集）され、映像の前後が変化することによって生じる意味や解釈の変化のことをいう。一般に映像の意味や解釈は、ほかの映像とのつながりのなかで相対的に決定されていく。本効果は、映画的な説話論の基礎である。

### 実験
本効果のもつ意味論的伝染を強調するために、レフ・クレショフは、科学的経験（認知心理学）を開発した。クレショフは、ロシアの俳優イワン・モジューヒンのクローズアップのカットを選び、とくに無表情のものを選んだ。モジューヒンのカットを3つ用意し、3つの異なる映像を前に置いた。
第1のモンタージュでは、モジューヒンのカットの前に、スープ皿のクローズアップを置いた。
第2のモンタージュでは、スープ皿のかわりに、棺の中の遺体を置いた。
第3のモンタージュでは、棺の中の遺体のかわりに、ソファに横たわる女性を置いた。
それぞれのシーケンスを見た後で、俳優（モジューヒン）があらわす感情を観客は述べなければならなかった。その結果、観客は、第1では空腹を感じ、第2では悲しみを感じ、第3では欲望を感じたと答えたのである。

## 関連事項
- イワン・モジューヒン
- 不気味の谷現象
- コヤニスカッツィ
- 映画編集
- ソビエト連邦の映画